# 쇄미록
쇄미록(瑣尾錄)은 조선 선조 때 선비이자 유학자인 오희문이 집필한 수기로  총 7책으로 구성되었다. 임진왜란과 정유재란 당시 피란 생활을 하면서 집필했으며 1591년 11월 27일부터 1601년 2월 27일까지 9년 3개월 동안 기록했다. 왜란의 전황과 당시 지배층과 백성들의 생활상 다른 기록물에서 찾을 수 없는 내용들이 기록되어 학계에서 가치를 인정받고 있다.
1991년 9월 30일 대한민국의 보물 1096호로 지정되었다.